# Nikolaj Soloduchin
Nikolaj Soloduchin, född den 3 januari 1955 i Paserkovo, dåvarande Sovjetunionen, är en tidigare sovjetisk judoutövare.
Han tog OS-guld i herrarnas halv lättvikt i samband med de olympiska judotävlingarna 1980 i Moskva.